# Gaea (kráter)

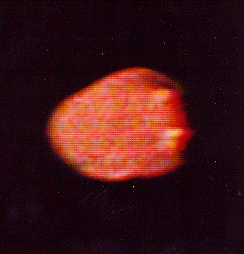
Snímek měsíce Amalthea, který pořídil Voyager 1 v roce 1979

Gaea je impaktní kráter na Jupiterově měsíci Amalthea. Jeho šířka je 80 km a je alespoň 15km hluboký. Gaea je jeden ze dvou pojmenovaných kráterů na měsíci Amalthea, druhý je Pan. Jméno nese po bohyni Gaea z řecké mytologie. 